# Aliens from Planet Earth (DVD)
Aliens from Planet Earth (DVD) – drugie wydawnictwo DVD polskiej grupy instrumentalnej Light Coorporation, wydane w 2012 roku.

## Powstanie
Materiał został zarejestrowany podczas sesji nagraniowej towarzyszącej powstaniu drugiego albumu studyjnego Light Coorporation, "Aliens from Planet Earth". Sesję, która odbyła się w ramach Międzynarodowej Nocy Muzeów, zorganizowano z pomocą ekipy studia Vintage Records w Galerii Centrum Kultury i Sztuki "Wieża Ciśnień" w Koninie. Poza instrumentarium i sprzętem nagraniowym w sali ustawiono dwa rzutniki projekcyjne, na których wyświetlano filmy z kaset wideo i multimedia, przygotowane przez artystę Tomasza Lietzaua. Całe wydarzenie, którego pomysłodawcą i kuratorem był Robert Brzęcki, sfilmowano trzema kamerami. Kierownikiem zdjęć był Łukasz Nowak, natomiast montażem zajęli się Marcin Kłujsza i Tomasz Lietzau. Za zmiksowanie i mastering muzyki powstałej w wieży ciśnień odpowiedzialny był właściciel Vintage Records Szymon Swoboda, za jej produkcję – Mariusz Sobański.

## Oprawa graficzna
Oprawę graficzną przygotował Tomasz Lietzau, który do muzyki zarejestrowanej w wieży ciśnień stworzył serię obrazów. Zaakceptowane przez Sobańskiego, ozdobiły one materiały promujące Aliens from Planet Earth, a także okładkę samej płyty i wnętrze dołączonej do niej książeczki, zarówno w wersji DVD, jak i CD. We wkładkach znalazły się namalowane pędzlem portrety muzyków. Reprodukcje prac Lietzaua pokryły także dyski obu wydań Aliens from Planet Earth, które zostały wytłoczone jako tzw. picture disc.

## Realizacja
DVD ukazało się latem 2012 roku, mniej więcej miesiąc po premierze CD. Jego wydanie było możliwe dzięki wsparciu otrzymanemu ze strony Centrum Kultury i Sztuki w Koninie. Dystrybucją wydawnictwa zajęła się polska niezależna firma dystrybucyjna i wydawnicza "ARS"2 Henryka Palczewskiego.

## Lista utworów
Opracowano na podstawie materiału źródłowego.
| Nr | Tytuł utworu                                  | Muzyka                           | Długość |
| -- | --------------------------------------------- | -------------------------------- | ------- |
| 1. | „Surrounding Us the Pulse of Depths”          | Sobański/Rogoża/Waśkiewicz/Krauz | 6:38    |
| 2. | „The Rainbow Hunter”                          | Sobański                         | 3:16    |
| 3. | „The World of Cobweb Fabric”                  | Sobański/Rogoża/Waśkiewicz/Krauz | 5:52    |
| 4. | „Third Level of Dream”                        | Sobański/Rogoża/Waśkiewicz/Krauz | 8:01    |
| 5. | „Man Inside the Great Fish”                   | Sobański/Rogoża/Waśkiewicz/Krauz | 4:27    |
| 6. | „Time (Everything is Chasing After the Wind)” | Sobański/Rogoża/Waśkiewicz/Krauz | 10:52   |
| 7. | „Aquarium of the Universe”                    | Sobański/Rogoża/Waśkiewicz/Krauz | 6:30    |
|    |                                               |                                  | 45:36   |

## Twórcy
Opracowano na podstawie materiału źródłowego.
Muzycy:
- Mariusz Sobański – gitary
- Paweł Rogoża – saksofon tenorowy, kaossilator pro
- Robert Bielak – skrzypce
- Krzysztof Waśkiewicz – gitara basowa, magnetofon analogowy
- Miłosz Krauz – perkusja, instrumenty perkusyjne

Produkcja:
- Mariusz Sobański – produkcja
- Szymon Swoboda – miksowanie, mastering
- Tomasz Lietzau - okładka, oprawa graficzna

## Sprzęt
Opracowano na podstawie materiału źródłowego.
Gitara, saksofon tenorowy:
- Shure SM57.

Gitara basowa:
- AKG D25.

Perkusja i instrument perkusyjne:
- Sennheiser MD 441 – werbel.
- Sennheiser MD 421 – tomy.
- AKG D12 oraz Shure Beta52 – stopa.
- Para sE 4400 – overheady.

Mikrofony:
- Para RØDE NT-2A.
- Za oknem: Electro Voice RE27.

Mikser:
- Soundcraft 600.

Preamp:
- Universal Audio LA-610.

Sprzęt użyty do masteringu i miksów płyty:
Miks:
- Mikser: AMEK Hendrix.
- Korektory: Pultec.
- Kompresor: UREI 1176LN; Radioman Compressor/Limiter.
- Equalizer: Arsenal Audio R24.

Mastering:
- Universal Audio Precision Equalizer.
- Equalizer: CharterOak PEQ1.
- Kompresor: Charter Oak SCL-1 Discrete Compressor Limiter.
- Monitory: Dynaudio Craft.